# Estación Daneri
La Estación Daneri era la cuarta estación del ramal de 1896 del Ferrocarril Puerto-Los Talas que se extendía desde el Puerto La Plata hasta las canteras de Los Talas, en la Argentina.

## Historia
Su nombre se debe al nombre del propietario de las tierras en las que se encontraba esta. Aunque en algunos papeles figure como estación, es muy probable que haya sido más un apeadero que una estación. Como la Estación L. Nuñez, también tenía vías a canteras de conchilla.